# Hemilamprops tanseianus
Hemilamprops tanseianus is een zeekommasoort uit de familie van de Lampropidae. De wetenschappelijke naam van de soort is voor het eerst geldig gepubliceerd in 1967 door Gamo.